# توكا راسك
توكا راسك (10 مارس 1987 -) (بالإنجليزية: Tuukka Rask)‏ هو لاعب هوكي الجليد فنلندي محترف سابقًا، لعب كامل مسيرته المهنية في دوري الهوكي الوطني لمدة 15 موسما.